# Werner Klumpp
Werner Klumpp (ur. 12 listopada 1928 w Baiersbronn, zm. 8 stycznia 2021) – niemiecki polityk, prawnik i urzędnik, od 25 czerwca do 5 lipca 1979 p.o. premiera Saary.

## Życiorys
Od 1944 do 1945 był pomocnikiem w Luftwaffe, został wówczas poważnie ranny. W latach 1953–1958 studiował prawo i nauki polityczne na Uniwersytecie w Tybindze. Po zdaniu egzaminu państwowego był pracownikiem naukowym i przez dwa lata sędzią sądu społecznego Saary. Od 1968 do 1974 był wyższym urzędnikiem w ministerstwie pracy, ochrony zdrowia i spraw społecznych kraju związkowego.
Od 1957 należał do Demokratycznej Partii Saary, regionalnego oddziału Wolnej Partii Demokratycznej. Zajmował stanowisko jej przewodniczącego w landzie (1970–1984, 1998–2000), zasiadał także w federalnym zarządzie FDP (1982–1984) i radzie kuratorów Fundacji im. Friedricha Naumanna. Od 1974 do 1975 kierował związkiem miejskim Saarbrücken, a od 1975 do 1984 zasiadał w landtagu. Od 1977 do 1984 należał do rządu Saary jako minister ekonomii, transportu i rolnictwa, a także wicepremier w gabinetach Franza-Josefa Rödera oraz Wernera Zeyera. Po śmierci Rödera od 25 czerwca do 5 lipca 1979 tymczasowo sprawował funkcję premiera. W 1982 został prezesem kasy oszczędnościowej Saary, zajmował to stanowisko do 1997.
Odznaczony m.in. Wielkim Krzyżem Orderu Zasługi Republiki Federalnej Niemiec.